# Henryk Dąbrowicz

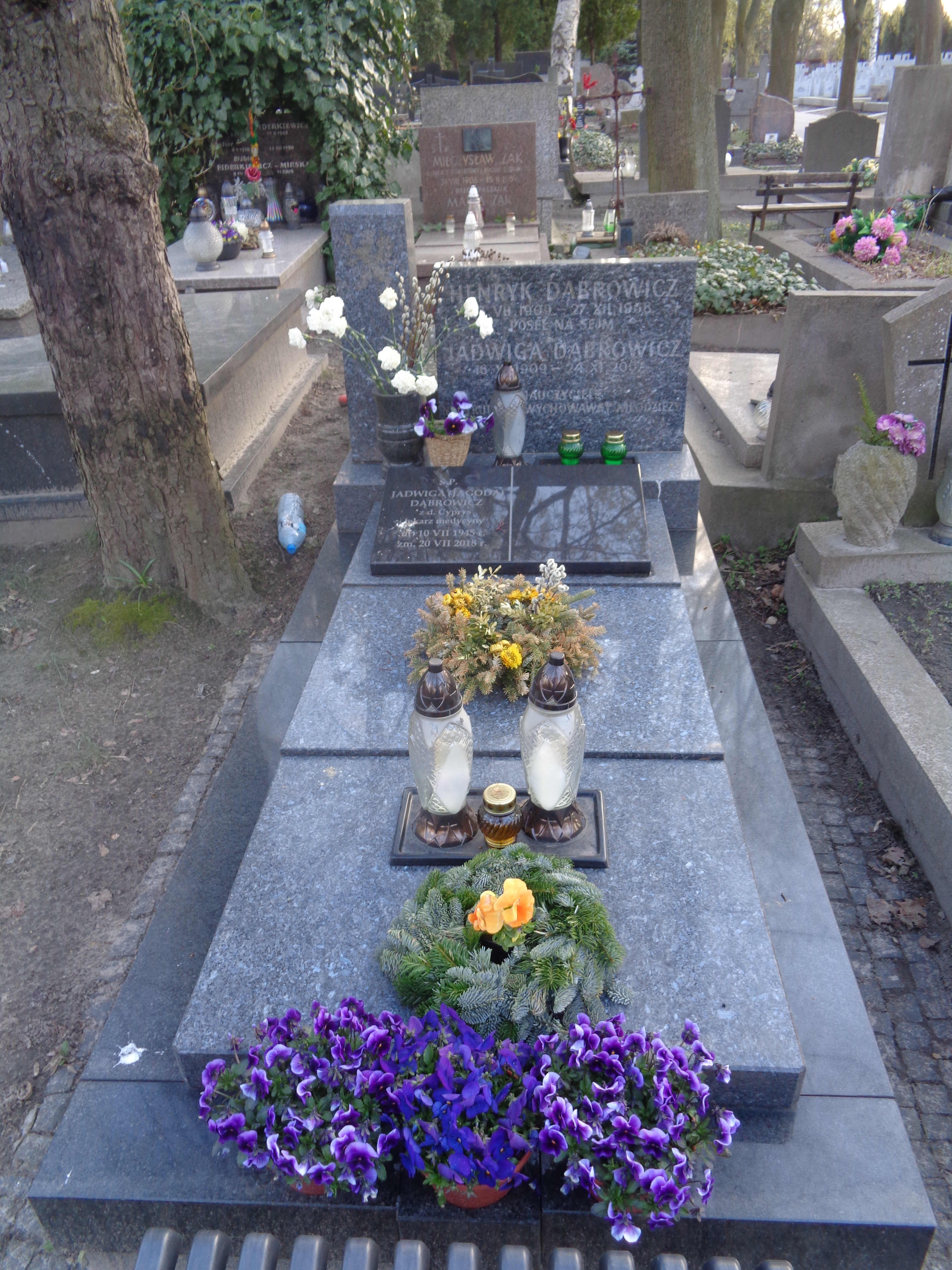
Grób Henryka Dąbrowicza na Cmentarzu Wojskowym na Powązkach

Henryk Dąbrowicz (ur. 13 lipca 1909 w Pabianicach, zm. 27 grudnia 1968 w Warszawie) - nauczyciel, działacz społeczny, wiceprzewodniczący WRN w Szczecinie. Poseł w Sejm Ustawodawczy. 
Po ukończeniu Państwowego Seminarium Nauczycielskiego w Łomży (1929) otrzymał posadę nauczyciela w publicznej szkole powszechnej w Czernięcinie. Założyciel FOK w Szczecinie. Organizator sieci bibliotek wiejskich i powiatowych w województwie Szczecińskim, założyciel teatru i Domu Młodzieży w Szczecinie. Jeden z pionierów zagospodarowania Ziem Odzyskanych. Wnioskodawca ustanowienia odznaczenia "Gryf Pomorski". Pochowany na Cmentarzu Wojskowym na warszawskich Powązkach, kwatera B-22-3-25. Ze swoją żoną Jagodą miał czwórkę dzieci: Barbarę, Sławomira, Danutę i Krzysztofa. Ma również siedmioro wnuków: Marka, Jurka, Renatę, Małgorzatę, Annę, Agnieszkę i Joannę i wiele prawnuków, m.i: Piotra, Krzysztofa, Michała, Aleksandrę, Jana, Urszulę, Katarzynę, Ewę, Juliannę oraz Aleksandrę.